# Xanthostemon brassii
Xanthostemon brassii är en myrtenväxtart som beskrevs av Elmer Drew Merrill. Xanthostemon brassii ingår i släktet Xanthostemon och familjen myrtenväxter. Inga underarter finns listade i Catalogue of Life.